# La Falaise
La Falaise és un municipi francès, situat al departament d'Yvelines i a la regió de Illa de França. L'any 2007 tenia 617 habitants.
Forma part del cantó de Limay, del districte de Rambouillet i de la Comunitat urbana Grand Paris Seine et Oise.

## Demografia

### Població
El 2007 la població de fet de La Falaise era de 617 persones. Hi havia 216 famílies, de les quals 44 eren unipersonals (16 homes vivint sols i 28 dones vivint soles), 60 parelles sense fills, 92 parelles amb fills i 20 famílies monoparentals amb fills.
La població ha evolucionat segons el següent gràfic:
Habitants censats

### Habitatges
El 2007 hi havia 238 habitatges, 230 eren l'habitatge principal de la família i 9 estaven desocupats. 211 eren cases i 27 eren apartaments. Dels 230 habitatges principals, 193 estaven ocupats pels seus propietaris, 31 estaven llogats i ocupats pels llogaters i 6 estaven cedits a títol gratuït; 6 tenien una cambra, 12 en tenien dues, 33 en tenien tres, 57 en tenien quatre i 122 en tenien cinc o més. 170 habitatges disposaven pel capbaix d'una plaça de pàrquing. A 87 habitatges hi havia un automòbil i a 133 n'hi havia dos o més.

### Piràmide de població
La piràmide de població per edats i sexe el 2009 era:
| Homes | Edats   | Dones |
| ----- | ------- | ----- |
| 0     | 95 o +  | 0     |
| 0     | 90 a 94 | 0     |
| 0     | 85 a 89 | 8     |
| 0     | 80 a 84 | 0     |
| 0     | 75 a 79 | 0     |
| 0     | 70 a 74 | 0     |
| 8     | 65 a 69 | 8     |
| 12    | 60 a 64 | 8     |
| 16    | 55 a 59 | 8     |
| 32    | 50 a 54 | 20    |
| 20    | 45 a 49 | 32    |
| 24    | 40 a 44 | 20    |
| 32    | 35 a 39 | 28    |
| 24    | 30 a 34 | 32    |
| 28    | 25 a 29 | 8     |
| 16    | 20 a 24 | 12    |
| 12    | 15 a 19 | 36    |
| 28    | 10 a 14 | 20    |
| 24    | 5 a 9   | 48    |
| 16    | 0 a 4   | 24    |

## Economia
El 2007 la població en edat de treballar era de 434 persones, 334 eren actives i 100 eren inactives. De les 334 persones actives 315 estaven ocupades (163 homes i 152 dones) i 19 estaven aturades (5 homes i 14 dones). De les 100 persones inactives 31 estaven jubilades, 34 estaven estudiant i 35 estaven classificades com a «altres inactius».

### Ingressos
El 2009 a La Falaise hi havia 226 unitats fiscals que integraven 626,5 persones, la mediana anual d'ingressos fiscals per persona era de 26.629 €.

### Activitats econòmiques
Dels 20 establiments que hi havia el 2007, 1 era d'una empresa extractiva, 1 d'una empresa de fabricació d'altres productes industrials, 5 d'empreses de construcció, 4 d'empreses de comerç i reparació d'automòbils, 4 d'empreses d'informació i comunicació, 1 d'una empresa immobiliària, 2 d'empreses de serveis, 1 d'una entitat de l'administració pública i 1 d'una empresa classificada com a «altres activitats de serveis».
Dels 4 establiments de servei als particulars que hi havia el 2009, 1 era un guixaire pintor i 3 electricistes.
L'únic establiment comercial que hi havia el 2009 era una floristeria.

## Equipaments sanitaris i escolars
El 2009 hi havia una escola elemental.

## Poblacions més properes
El següent diagrama mostra les poblacions més properes.